# Ralph M. Steinman

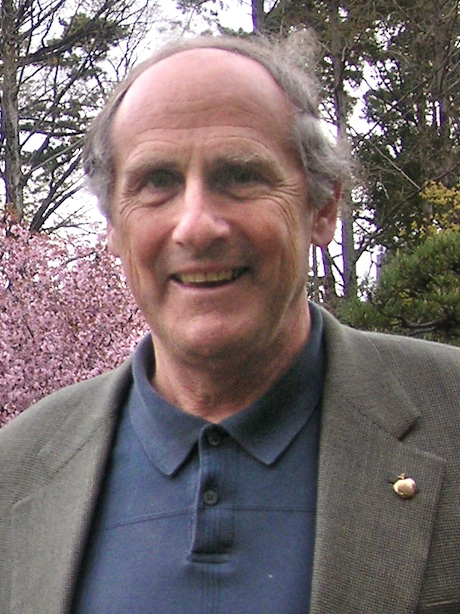
Ralph M. Steinman

Ralph Marvin Steinman (* 14. Januar 1943 in Montreal; † 30. September 2011 in New York City) war ein kanadischer Immunologe und Professor an der Rockefeller University in New York City. Im Jahr 2011 erhielt Steinman postum, gemeinsam mit Bruce Beutler und Jules Hoffmann, den Nobelpreis für Physiologie oder Medizin.

## Leben
Steinman erwarb 1963 einen Bachelor an der McGill University in Montreal und schloss 1968 sein Medizinstudium an der Harvard University in Cambridge, Massachusetts mit dem M.D. ab. Anschließend war er als Arzt am Massachusetts General Hospital in Boston, Massachusetts tätig, bevor er eine Professur (Assistant Professor 1970, Associate Professor 1976) in der Leukämie-Forschung an der Rockefeller University in New York City erhielt. Ab 1988 war er dort ordentlicher Professor für Zellphysiologie und Immunologie. Seit 1998 leitete er zusätzlich das Christopher Browne Center for Immunology and Immune Diseases.
2011 wurde Steinman gemeinsam mit Bruce Beutler und Jules Hoffmann der Nobelpreis für Physiologie oder Medizin zugesprochen. Gewürdigt wurde seine Entdeckung der dendritischen Zellen und ihre Rolle in der adaptiven Immunität. Steinman starb drei Tage vor Bekanntgabe der Preisverleihung im Alter von 68 Jahren an einer vier Jahre zuvor diagnostizierten Krebserkrankung, ohne dass sein Tod dem Preiskomitee bekannt gewesen war. Er erhielt die Auszeichnung postum, die stellvertretend an seine Witwe Claudia Steinman überreicht wurde.
Ralph Steinman war verheiratet und Vater zweier Töchter und eines Sohnes.

## Wirken
Steinman entdeckte 1973 gemeinsam mit Zanvil A. Cohn die dendritische Zelle und beschrieb sie in der Folge aufgrund ihrer Fähigkeit zur Antigenpräsentation als zentrales und häufig auslösendes Element der Immunantwort, insbesondere durch die Aktivierung von T-Zellen. Aber auch bei Immuntoleranz und Resistenz gegen Krankheiten spielen dendritische Zellen eine wichtige Rolle. In zahlreichen Arbeiten analysierten Steinman und Mitarbeiter das System der dendritischen Zellen, ihre Rolle in der Immunreaktion und bei verschiedenen Krankheiten, darunter die Abstoßung von Transplantaten, Autoimmunkrankheiten und Infektionskrankheiten einschließlich AIDS. Die Arbeiten waren die Grundlage weiterer Forschungen zu Impfungen und Autoimmunerkrankungen sowie der Krebsimmuntherapie.
Steinman war Herausgeber des Journal of Experimental Medicine. Bei zahlreichen weiteren Fachzeitschriften (darunter Proceedings of the National Academy of Sciences) und wissenschaftlichen Gesellschaften hatte er Funktionen im wissenschaftlichen Beirat inne.

## Auszeichnungen (Auswahl)
- 1996: Emil-von-Behring-Preis[6]
- 1998: Max-Planck-Forschungspreis[7]
- 1998: William B. Coley Award[8]
- 1998: Ehrendoktor der Universität Innsbruck[9]
- 1999: Robert-Koch-Preis[10]
- 2001: Mitgliedschaft in der National Academy of Sciences
- 2003: Gairdner Foundation International Award[11]
- 2005: Mitgliedschaft in der Royal Society of Edinburgh
- 2006: Debrecen-Preis für molekulare Medizin
- 2006: Mitgliedschaft in der New York Academy of Sciences
- 2007: Albert Lasker Award for Basic Medical Research[12]
- 2009: Albany Medical Center Prize[13]
- 2010: A.H.-Heineken-Preis für Medizin[14]
- 2011: Nobelpreis für Physiologie oder Medizin (posthum)[3]